# ミグルスタット
ミグルスタット（Miglustat）は、海外ではゴーシェ病I型（GD1）、日本ではニーマン・ピック病C型の治療に用いられる医薬品である。商品名ブレーザベス。開発コードOGT 918。

## 効能・効果
日本ではニーマン・ピック病C型の治療薬として承認されている。ミグルスタットはニーマン・ピック病C型（NPC）の進行性神経症状の治療に用いられる初めての医薬品である。2009年に欧州で、2010年にカナダで、2012年3月に日本で承認された。米国では2010年に申請が却下され、より多くのデータが必要であるとされた。
海外では酵素補充療法を継続できないゴーシェ病I型患者に用いられる。欧州で2002年に、米国で2003年に承認された。

## 禁忌
ミグルスタットは妊婦や製剤成分に過敏症を持つ患者には投与できない。
海外では、神経症状を有する患者、腎障害を有する患者、妊婦、妊娠を計画している男性・女性には禁忌である。

## 副作用
重大な副作用として、重度の下痢が発生する可能性がある。下痢（非重篤を含む）の発生率は国内治験で100%(4/4)、海外治験で78%(25/32)である。
その他の重篤な副作用として、痛み、灼熱感、手、腕、脚の痺れや疼き、制御不能な手の震え、視力の変化、易痣形成、易出血がある。さらに、一般的な副作用として、消化器症状（下痢、胃痛、膨満感、ガス、食欲不振、体重減少、胃不快感、嘔吐、便秘）、口内乾燥、骨格筋症状（脱力感、（特に脚の）筋痙攣、腕や脚が重い、不安定歩行など）、背部痛、眩暈、神経過敏、頭痛、記憶障害、月経不順・困難が起こる。

## 作用機序

### ニーマン・ピック病
ニーマン・ピック病C型では、リソソーム膜蛋白質NPC1または分泌性蛋白質NPC2が欠損しており、リソソーム内に遊離型コレステロールや糖脂質が蓄積している。これらの蛋白質をコードする遺伝子は18番(NPC1)と14番(NPC2)に存在し、常染色体劣性遺伝である。
この疾患を治療するにはリソソームの機能を回復するか、リソソームへのコレステロールや糖脂質の輸送・蓄積を阻害する方法が考えられる。ミグルスタットはリソソーム内に蓄積する主要な糖脂質であるガングリオシド（GM2およびGM3）の生合成の第1段階であるグルコシルセラミド合成酵素を阻害してその後の反応を止め、ガングリオシドの蓄積量を減少させる。

### ゴーシェ病
ゴーシェ病I型ではグルコセレブロシダーゼ遺伝子が変異しており、グルコセレブロシダーゼ（別名：酸βグルコシダーゼ）の活性が低下または欠損しているので、グルコセレブロシドが全身のマクロファージに蓄積される。常染色体劣性遺伝する疾患であるので、両親は正常な染色体と変異染色体（機能しない。ゴーシェ病遺伝子：GBA と呼ばれる）とを1本ずつ有する。
グルコセレブロシダーゼはグルコセレブロシド（別名：グルコシルセラミド）をセラミドとグルコースに分解する酵素である。この酵素が機能しないとグルコセレブロシドの量が増加し続け、肝腫大、脾腫大、骨髄や血球の変性、病的骨折、骨変形などが起こってくる。

## 化学的特性
ミグルスタットはD-グルコースアナログのイミノ糖である。白色から微灰白色の結晶性粉末であり、味は苦い。

## 研究開発
2004年にミグルスタットのテイ＝サックス病（特に晩発性）治療薬としての治験（予定登録症例数：10例）が開始され、2007年8月に終了した。
2007年11月には、2本の染色体の両方に嚢胞性線維症膜コンダクタンス制御因子(CFTR)遺伝子のΔF508を持っている嚢胞性線維症(CF)患者の治験が始められ、2008年3月に終了した。嚢胞性線維症に対しては、ミグルスタットは効果を示さなかった。
日本では2010年5月にニーマン・ピック病C型およびゴーシェ病I型の治療薬として医療上の必要性の高い未承認薬・適応外薬検討会議に要望が提出されたが、ゴーシェ病I型については「医療上の必要性に係る基準」への該当性評価で「ミグルスタット単独投与では、有効性は充分ではない」と評価され:3、さらにエリグルスタットやベラグルセラーゼアルファの開発状況に鑑みて要望が取り下げられた。ニーマン・ピック病C型については2012年3月に承認された。